# Ctenotus stuarti
Ctenotus stuarti är en ödleart som beskrevs av  Horner 1995. Ctenotus stuarti ingår i släktet Ctenotus och familjen skinkar. Inga underarter finns listade i Catalogue of Life.